# Pasquale Mirra
Pasquale Mirra (* 1976 in Salerno) ist ein italienischer Jazzmusiker (Vibraphon, Komposition).

## Wirken
Mira studierte Schlagwerk am Conservatorio Statale di Musica in Salerno und besuchte im Jahr 2000 Meisterkurse bei Siena Jazz. 2001 zog er nach Bologna. Im Jahr 2008 schloss er den dreijährigen Jazz-Kurs am Staatlichen Konservatorium in Bologna ab.
Mira wurde seit 2005 als Mitglied der Funkband Mop Mop bekannt, der er bis heute angehört; er hat zahlreiche Platten aufgenommen. 2005 wurde er Mitglied der Vereinigung Bassesfere, einer Gruppe von Musikern, die sich der Entwicklung und Verbreitung improvisierter Musik verschrieben hat und in Bologna, Imola und Rom auftritt (Senza Alibi, 2012). 2008 nahm er mit dem Quartett Leibniz unter der Leitung des Schlagzeugers Nelide Bandello das Album No Leader (Jazz Engine) auf. Ab 2008 spielte er im Duo mit Hamid Drake auf zahlreichen Festivals. Er trat beim Festival Jazz à Vienne mit Médéric Collignon, Napoleon Maddox und Drake auf. 2011 wirkte er an der Musik für den Film To Rome with Love von Woody Allen mit. Im Quintett mit Hamid Drake, Jeff Parker, Jeb Bishop und Joshua Abrams trat er 2012 beim Vision Festival in New York auf. Seit 2015 gehört er zu C’mon Tigre. 2017 erschien sein Soloalbum Moderatamente Solo. Gemeinsam mit dem Posaunisten Gianluca Petrella entstand 2021 das Album Correspondence. Weiterhin arbeitete er mit Michel Portal, Fred Frith, Nicole Mitchell, Tristan Honsinger, Ernst Reijseger, Rob Mazurek, Ballaké Sissoko, Butch Morris, Michael Blake, Silvia Bolognesi, Tiziano Tononi, Nicola Conte oder Maurice Louca.
Mirra wurde in den Jahren 2013, 2014, 2015, 2018 und 2019 von der Zeitschrift Jazz it zum besten italienischen Vibraphonisten erklärt. 2014 wurde er außerdem in der Kritikerumfrage der Zeitschrift Musica Jazz zu einem der besten Musiker des Jahres gewählt.